# Gérard IV de Metz
Gérard IV de Metz, comte de Metz et comte de Bouzonville, serait né vers 993 et mort vers 1045, fils d'Adalbert II de Metz et de Judith von Öhningen (arrière-arrière-arrière-petite-fille de Liudolf de Saxe).
Il serait le père d'Adalbert d'Alsace et de Gérard d'Alsace, ce dernier fondateur de la Maison de Lorraine qui devint au XVIIIe siècle la Maison de Habsbourg-Lorraine.